# René Nulens
René Nulens was een Belgisch wielrenner. Hij is vooral bekend als deelnemer van de eerste drie edities van Luik-Bastenaken-Luik in 1892, in 1893 en in 1894.
In 1894 werd hij derde in Luik-Bastenaken-Luik en in 1896 won hij drie wedstrijden in Alleur, Omal en Stavelot. Ook werd hij in 1895 tweede op het Belgisch kampioenschap wielrennen voor elite op de weg in Smeermaas bij Maaseik.

## Voornaamste wedstrijden
1892
- 8e - Luik-Bastenaken-Luik

1893
- 6e - Luik-Bastenaken-Luik

1894
- 3e - Luik-Bastenaken-Luik

1895
- 2e -  Belgisch kampioenschap
- 3e - Ans-Oerle-Ans

1896
- 1e - Alleur
- 1e - Omal
- 1e - Stavelot

## Resultaten in voornaamste wedstrijden
| Jaar | Luik-Bast.‑Luik |
| ---- | --------------- |
| 1892 | 8e              |
| 1893 | 6e              |
| 1894 | Brons           |